# Priopus philippinensis
Priopus philippinensis là một loài bọ cánh cứng trong họ Elateridae. Loài này được Fleutiaux miêu tả khoa học năm 1914.